# Thibaud de Vermandois
Thibaud de Vermandois (zm. 4 listopada 1188 w Rzymie) – francuski benedyktyn i kardynał.
Thibaud w młodości wstąpił do zakonu benedyktynów z kongregacji Cluny. W 1169 był przeorem klasztoru Saint-Arnoult-de-Crepy, a w 1180 został wybrany opatem Cluny i generałem Kongregacji Kluniackiej. W 1184 roku papież Lucjusz III wyniósł go do godności kardynalskiej, mianując kardynałem biskupem Ostia e Velletri; zrezygnował wówczas ze stanowiska opata. Sygnował bulle papieskie między 21 maja 1184 a 29 października 1188. Na przełomie 1186/1187 był legatem na Węgrzech i we wschodnich Niemczech. Podczas papieskiej elekcji w grudniu 1187 został wybrany na papieża ale odmówił i w rezultacie tiarę uzyskał wówczas Paolo Scolari jako papież Klemens III. Zmarł w Rzymie i został pochowany w bazylice ostieńskiej.